# 异尿石素B

鞣花单宁的代谢

异尿石素B是一种有机化合物，分子式C13H8O3，属于尿石素类化合物，存在于石榴（Punica granatum）中，它在9位上的羟基对紫外光谱的影响很大。